# Enna megye
Enna megye Olaszország Szicília régiójának egyik megyéje. Székhelye Enna.

## Fekvése
Enna megye Metropolitan City of Palermo, Metropolitan City of Messina, Metropolitan City of Catania és Caltanissetta megyékkel határos.

## Községek(comuni)
- Agira
- Aidone
- Assoro
- Barrafranca
- Calascibetta
- Catenanuova
- Centuripe
- Cerami
- Enna
- Gagliano Castelferrato
- Leonforte
- Nicosia
- Nissoria
- Piazza Armerina
- Pietraperzia
- Regalbuto
- Sperlinga
- Troina
- Valguarnera Caropepe
- Villarosa